# Laurasiformes
De Laurasiformes zijn een groep Sauropoda.
In 2009 concludeerde Rafael Royo-Torres dat bepaalde sauropoden een aparte aftakking vormden. Deze tak benoemde hij als de Laurasiformes, verwijzend naar Laurasia, het geheel van Noord-Amerika en Eurazië. Hij definieerde een klade Laurasiformes als de groep omvattend Tastavinsaurus en alle soorten nauwer verwant aan Tastavinsaurus dan aan Saltasaurus.
In 2010 vond José Luis Barco Rodríguez dat Aragosaurus, Galveosaurus, Phuwiangosaurus, Tastavinsaurus, Venenosaurus en wellicht Cedarosaurus basaal in de Camarasauromorpha in een Laurasiformes stonden. Het gaat om vormen uit het vroege Krijt. Latere onderzoekers echter vonden zulke soorten in twee aparte kladen en soms sommige daarvan in de Titanosauriformes. Juist Tastavinsaurus wordt vaak als een titanosauriform gevonden. Dit alles vermindert het nut van een begrip Laurasiformes. In 2012 vond Royo-Torres althans Vennosaurus en Cedarosaurus als nauw verwant aan Tastavinsaurus. Synapomorfieën, gedeelde nieuwe kenmerken, van de groep zijn een eerste staartwervel die vooraan licht bol is en achteraan plat of hol terwijl de volgende voorste staartwervels procoel zijn; en een kort scheenbeen.